# Nicolae Szoboszlay
Nicolae Szoboszlay, întâlnit și cu numele maghiar de Miklós Szoboszlay (n. 18 iulie 1925, Orăștie, Hunedoara, România – d. 2 ianuarie 2019, România) a fost un fotbalist român, ultimul supraviețuitor din echipa Universității Cluj care pleca în exil la Sibiu, după semnarea Dictatului de la Viena, și al primului derby Steaua–Dinamo. A fost coordonatorul Centrului de Copii și Juniori al clubului FC Universitatea Cluj între 1976 și 1985.

## Biografie

### Cariera de jucător
A jucat pe postul de portar la "U" Cluj-Sibiu (1943-1944), Ferar-Vasas Cluj (1945-1946), "U" Cluj (1946-1947,1950-1952), Dermagand Tg. Mureș (1947-1948), CS Armata București (1948-1949) și CS Armata Cluj (1953-1955), în perioada de boemie a fotbalului. Atunci, portarii apărau fără mănuși. Când Ardealul a fost anexat Ungariei, în urma Dictatului de la Viena, a însoțit echipa Universitatea Cluj în exil, la Sibiu, pentru trei luni de zile. 

### Cariera de antrenor
A antrenat echipele Dermata Cluj, Universitatea Cluj, CFR Cluj, Arieșul Turda, IS Câmpia Turzii, Corvinul Hunedoara. A fost tehnicianul Arieșului în sezonul 1960-1961, când turdenii au câștigat Cupa României, după o partidă cu Rapidul, dar Szoboszlay a fost schimbat în sferturile competiției.

### Premii și realizări
A fost numit antrenor emerit în fotbal, în anul 1985. Remus Câmpeanu, Petru Emil, Vasile Suciu, Cîmpeanu II, Zoli Iașko, Alpar  Meszaros, Zsolt Muzsnay, Ioan Ovidiu Sabău sau Tiberiu Bălan sunt jucătorii la formarea cărora a contribuit Nicolae Szoboszlay.
În 18 iulie 2013, în ziua în care a împlinit 88 de ani, a fost numit cetățean de onoare al județului Cluj.

### Inedit
În 1944 a fost obligat să lase fotbalul și a muncit timp de două luni la construcția noii căi ferate București-Craiova.
În sezonul '47-'48 apăra pentru Dermagand Târgu Mureș. După un meci foarte bun, cu Rapidul, în București, spectatorii l-au felicitat și au aruncat cu ciocolată în teren. "Atunci mi-am umplut cu ciocolată șapca", își amintea Nicolae Szoboslay într-un interviu.
În 1960, când antrena Arieșul Turda, își dojenea un jucător pentru pasele previzibile și îi spunea că "le vede și frizerul din tribune". După meci, a trebuit să-i explice unui spectator nemulțumit, de meserie frizer, că era doar o expresie.

## Legături externe
- Un reportaj despre Nicolae Szoboszlay în Gazeta Sporturilor
- Un portret al lui Nicolae Szoboszlay în Ziua de Cluj Arhivat în 13 ianuarie 2012, la Wayback Machine.